# Batalla de Los Cedros
La batalla de Los Cedros (en francés: Les Cèdres) fue una serie de choques militares que acontecieron a principios de la guerra de Independencia de los Estados Unidos, durante la invasión del Ejército Continental de Quebec, que comenzó en septiembre de 1775. Las escaramuzas ocurrieron en mayo de 1776 en torno al paraje de Los Cedros, sito a unos cuarenta y cinco kilómetros al oeste de Montreal. Unidades del Ejército continental se batieron con contingentes de tropas británicas, acompañados de un grupo mayor de indios (principalmente iroqueses) y de milicianos.
El general de brigada Benedict Arnold, que mandaba la guarnición rebelde en Montreal, había apostado un destacamento en Los Cedros en abril de 1776, tras recibir rumores de que británicos e indios al oeste de Montreal se preparaban para actuar. La guarnición se rindió el 19 de mayo tras enfrentarse a una fuerza combinada de tropas británicas e indias dirigida por el capitán George Forster. Los refuerzos rebeldes que se dirigían a Los Cedros también fueron apresados tras una breve escaramuza el 20 de mayo. Todos los cautivos fueron finalmente liberados después de negociaciones entre Forster y Arnold, que se aproximaba al lugar con un contingente de tropas considerable. Los términos del acuerdo exigieron a los rebeldes liberar un número igual de prisioneros británicos, pero el acuerdo fue rechazado por el Congreso, y ningún prisionero británico fue liberado.
El coronel Timothy Bedel y el teniente Isaac Butterfield, que mandaban a las tropas rebeldes en Los Cedros, fueron sometidos a un consejo de guerra y expulsados del Ejército Continental por su actuación en los combates. Después de distinguirse como voluntario, a Bedel se le ascendió a oficial en 1777. Las noticias sobre la batalla exageraron notablemente las bajas y a menudo incluyeron falsas descripciones pormenorizadas de atrocidades cometidas por los iroqueses, que componían el grueso de las fuerzas británicas.

## Ubicación
Los Cedros (Les Cèdres) se hallan en la orilla septentrional del río San Lorenzo, aproximadamente a cuarenta y cinco kilómetros del centro del moderno Montreal, al suroeste del extremo occidental de la isla homónima, de la que lo separa el río Ottawa. Los cercanos rápidos del San Lorenzo hacían necesario trasportar las embarcaciones por tierra para evitarlos, lo que hacía de Los Cedros un lugar estratégico de desembarco, tanto para los que remontasen el río como para los que descendiesen por él, camino de Montreal y provenientes de allí. El río Ottawa se cruzaba entre Fort Anne y Quinze-Chênes (el moderno Vaudreuil).

## Montreal
En septiembre de 1775, a comienzos de la guerra de Independencia de los Estados Unidos, un Ejército Continental al mando primero del general de división Philip Schuyler y luego del de brigada Richard Montgomery, invadió la Provincia británica de Quebec. La ciudad de Montreal se rindió sin luchar el 13 de noviembre, tras el asedio del fuerte St. Jean. Montgomery dejó una guarnición a las órdenes del general de división David Wooster en Montreal antes de dirigirse con el resto del ejército a Quebec. La ocupación de Montreal fue torpe, lo que hizo que las relaciones entre los ocupantes y la población, incluso sus partidarios, empeorasen. Un factor importante que contribuyó a ello fue la prohibición del comercio con las poblaciones indias del alto San Lorenzo y los Grandes Lagos; los rebeldes creían que los artículos que adquiriesen los indios podían terminar en manos de las guarniciones británicas de la zona. El comercio de pieles era importante para la economía de la ciudad, y su cese perjudicó tanto a los partidarios de la independencia de las colonias como a los leales a la Corona británica.

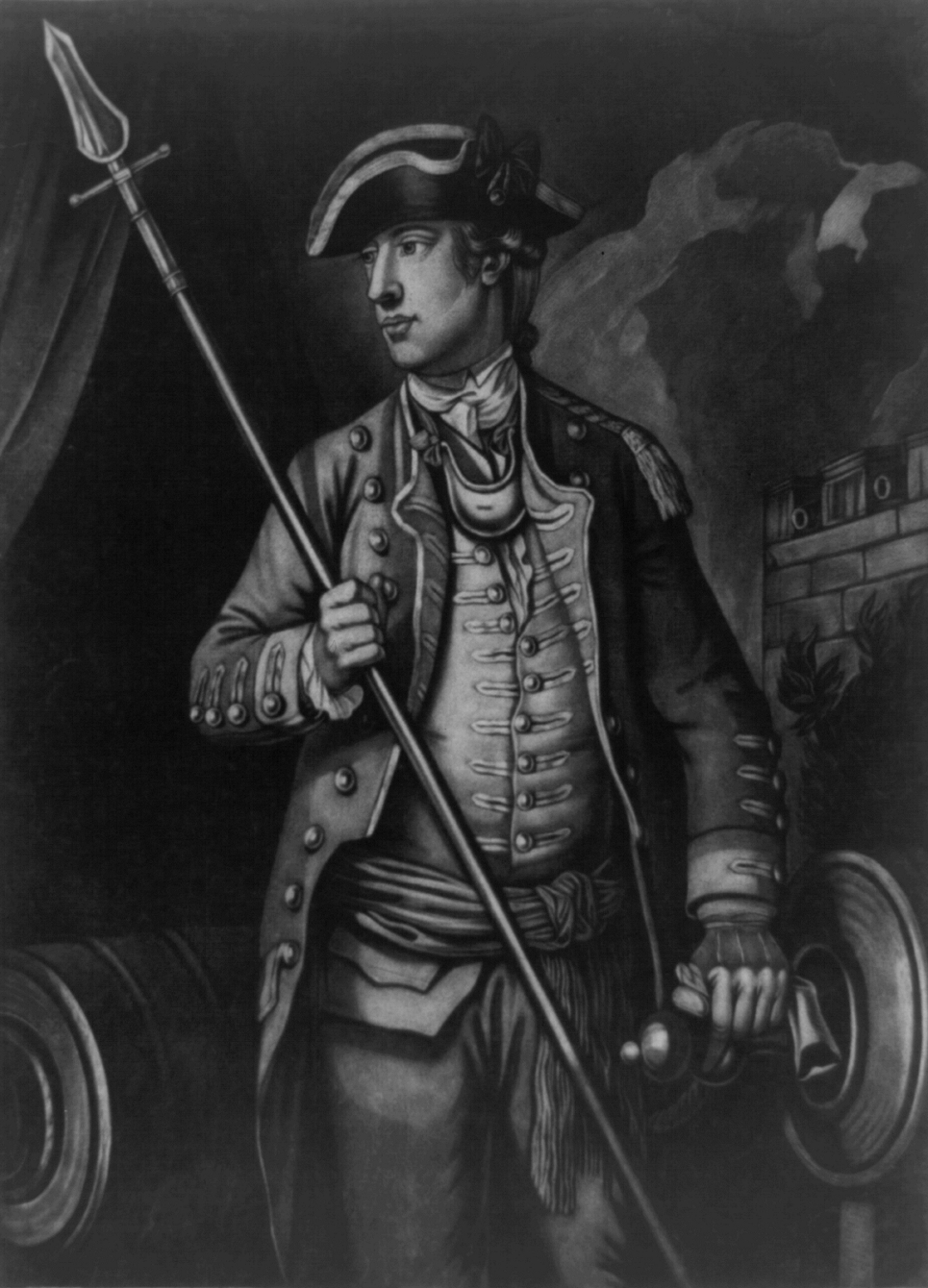
El general de división David Wooster

Wooster llevó refuerzos a Quebec para paliar las pérdidas sufridas por los rebeldes en la batalla de Quebec. Llegó allí a principios de abril de 1776 y dejó la administración militar de  Montreal temporalmente en manos del coronel Moses Hazen; esta pasó luego al general de brigada Benedict Arnold, que ya la había desempeñado anteriormente. Los ocupantes eran por entonces unos quinientos soldados, más los apostados en los alrededores de la ciudad. Wooster ya había comunicado al general Schuyler el 5 de marzo los rumores que corrían sobre los supuestos planes de británicos e indios, que se hallaban al oeste de la ciudad. En respuesta a estos alarmantes informes, así como a la partida sin autorización de dos traficantes de pieles y de Claude de Lorimier, un agente indio británico de Montreal, Hazen despachó cuatrocientos hombres del Regimiento de Bedel al mando del coronel Timothy Bedel para que ocupasen la posición estratégica de los Cedros a comienzos de abril. El teniente Isaac Butterfield encabezó la avanzadilla que llegó a Los Cedros el 26 de abril y emprendió la construcción de un fuerte de madera, reforzado con dos pequeños cañones de cuatro libras. Bedel y el resto del destacamento llegaron después, el 6 de mayo.

### Reunión de las fuerzas británicas
El agente indio Lorimier marchó al oeste, a Oswegatchie, donde una compañía del 8.º Regimiento de Infantería al mando de George Forster había ocupado Fort de La Présentation. Lorimier propuso reclutar indios para atacar a las fuerzas rebeldes en Montreal desde el oeste. Forster estuvo de acuerdo y Lorimier fue a Saint Regis, donde reclutó cien guerreros mohawk de Akwesasne. La noticia llegó a oídos de los rebeldes, que se fortificaron en Los Cedros.
A comienzos de mayo, el capitán John Butler se reunió con varios cientos de indios, fundamentalmente de las Seis Naciones iroquesas, en Fuerte Niagara; el objetivo de la reunión era que los indios abandonasen la neutralidad que algunos habían adoptado en 1775. Butler, veterano agente indio, animó a los indios con licor e historias de combates; convenció a más de cincuenta senecas, cayugas y onondagas para que tomasen partido por los británicos, a los que se sumaron otros guerreros venidos de más al oeste. Se ignora si estos guerreros participaron en los choques de Los Cedros, pero es improbable que lo hicieran. Stanley opina que solamente lo hicieron los reclutados por Lorimier, que llegó a ir hasta Gananoque para reclutar más guerreros. Lanctot y Smith, por su parte, no indican que tribus pudieron llegar a participar en los combates. Las primeras narraciones sobre el combate, como las de Stone (1838) y Beers (1883), afirman que Joseph Brant fue uno de los jefes indios que lucharon en Los Cedros. Esta afirmación se basa fundamentalmente en los relatos de uno de los guerreros y en las memorias de Arnold; por su parte, Smith demuestra con documentos que Brant volvió a Inglaterra en noviembre de 1775 y no regresó a Nueva York hasta junio de 1776. La reciente biografía de Barbara Graymont sobre no menciona el acontecimiento.
James Stanley Goddard, uno de los traficantes de pieles que se había marchado con Lorimier, viajó al oeste para tratar en vano de reclutar un contingente indio que se enfrentase a los rebeldes que ocupaban Quebec. Alcanzó el fuerte Michilimackinac en junio; allí el jefe del puesto, el capitán británico Arent DePeyster, lo envió a que reclutase guerreros ente los menomini y los winnebago de Green Bay. DePeyster también despachó a Joseph Ainsse, un intérprete indio de la zona, a que reuniese guerreros de las tribus asentadas cerca del fuerte. Sin embargo, ninguno de estos llegó a Montreal hasta mucho después de que los rebeldes hubiesen evacuado la ciudad.

### Los Cedros

Mapa que muestra movimientos militares. Los movimientos británicos son en rojo; los movimientos americanos son en azul.

## Consecuencias
Los americanos nunca aguantados arriba de su lado del intercambio de prisionero. Repudiando formalmente el acuerdo sobre las protestas de George Washington, el Congreso acusó a Forster de maltratar prisioneros americanos entregándolos a los indios. En una violación de la etiqueta, la carta que contiene la repudiación fue entregada al General de Lugarteniente John Burgoyne en lugar de al comandante británico-en-jefe y gobernador de la provincia, Guy Carleton. El Congressional la acción puede haber sido tainted por demasiado lurid cuentas de la acción—Charles Carroll, que formaba parte de una delegación del Congreso presente en Montreal por aquel entonces, informó que «cien o más soldados americanos eran bárbaramente asesinados por salvajes». El informe de Arnold del incidente incluido otherwise unsubstantiated alegaciones que dos prisioneros fueron asesinados por Forster. Algunas historias de la acción (por ejemplo, la 1882 historia por Jones) incluye relatos de las significativas atrocidades cometidas por los indios, pero se han encontrado pocas evidencias que apoyen dicha afirmación. La repudiación del Congreso complicó un intercambio de prisionero intentado en 1781 implicando Burgoyne y Henry Laurens, un congresista de Carolina del Sur prisionero en la Torre de Londres; Laurens era finalmente liberado en el intercambio para una promesa para ayudar negocia Señor Cornwallis  liberación.
Arnold inicialmente culpado Bedel para la derrota.  Saque ambos Bedel y Butterfield de orden y les envió a Sorel para un consejo de guerra. Debido al retiro del ejército, los dos hombres no fueron juzgados hasta el 1 de agosto de 1776 en Fort Ticonderoga. Ambos fueron condenados y expulsados del ejército.  Bedel Continuó a voluntario sus servicios, y siguientes Burgoyne rendición en Saratoga en octubre de 1777,  esté dado una comisión nueva por Congreso.
El lugar donde se produjeron algunas de las escaramuzas fue designado Sitio Histórico Nacional de Canadá en 1928.